# Eilema amaura
Eilema amaura är en fjärilsart som beskrevs av Erich Martin Hering 1932. Eilema amaura ingår i släktet Eilema och familjen björnspinnare. Inga underarter finns listade i Catalogue of Life.